# Huka kapo Glacier
Huka kapo Glacier är en glaciär i Antarktis. Den ligger i Östantarktis. Nya Zeeland gör anspråk på området. Huka kapo Glacier ligger 1 904 meter över havet.
Terrängen runt Huka kapo Glacier är kuperad åt sydväst, men åt nordost är den bergig. Trakten är obefolkad. Det finns inga samhällen i närheten. 